# Pterostylis mutica
Pterostylis mutica är en orkidéart som beskrevs av Robert Brown. Pterostylis mutica ingår i släktet Pterostylis och familjen orkidéer. Inga underarter finns listade i Catalogue of Life.